# Lobelia kirkii
Lobelia kirkii är en klockväxtart som beskrevs av Robert Elias Fries. Lobelia kirkii ingår i släktet lobelior, och familjen klockväxter. Inga underarter finns listade i Catalogue of Life.